# Особняк графини Карловой
Особняк графини Карловой — памятник архитектуры. Расположен в Санкт-Петербурге, современный адрес дома — набережная реки Фонтанки, 46.
Первым известным владельцем территории был Ульян Акимович Синявин. С 1736 года на участке была расположена загородная дача А. Кормедона. В 1740 году территория значится как принадлежащая генералу Бирону. После отправки его в ссылку участок получил Ф. Я. Дубянский, который, судя по сохранившемуся изображению, построил деревянный двухэтажный дом на каменном полуэтаже, который был оформлен в стиле русского барокко. У дома была двухскатная крыша со слуховыми окнами, в центре западного фасада был ризалит с лучковым фронтоном. В 1777 году было опубликовано объявление, что в доме «открыта выдача на дом русских и иностранных книг учителем Августом Вицианом». Вероятно, в здании до сих пор сохранилась часть стен XVIII века.
В 1830-е годы вокруг дома по проекту В. И. Беретти была построена глухая ограда. Широкие ворота со старинными колоннами, украшенные мраморными бюстами, напоминают римскую арку Траяна. В 1843 году Н. В. Зиновьев, новый владелец, заказал В. Я. Лангвагену надстроить крылья здания третьим этажом, сохранив стиль фасада (барокко). Центральная часть, ставшая чуть ниже боковых, украшена балконом с ажурной решёткой.
В 1882 году дом получил в наследство С. С. Зиновьев, в те же годы он продал усадьбу Министерству Императорского Двора. Из казны её выкупили супруги Н. Ф. Карлова и Г. Г. Мекленбург-Стрелицкий (который установил на фронтоне свой герб и девиз лат. Fuimus et sumus, «мы были, и мы есть»), они собирали в нём коллекцию мебели, посуды и предметов прикладного искусства. При них интерьеры дома были вновь изменены. Супруги проводили музыкальные вечера, где выступал частный квартет герцога, а также А. И. Зилоти, А. К. Глазунов, А. Н. Скрябин, С. И. Танеев. С 1909 года ставшая вдовой Карлова владела домом одна.
С 1918 года по 1929 год здание принадлежало Музею города, демонстрировавшего, в частности, выставку «Внутреннее убранство жилья». К 1929 году большая часть собранных предыдущими владельцами ценностей была распродана. Потом в здании размещался райисполком, с 1941 по 1945 в здании была медицинская комиссия Военного Комиссариата, потом — учебные заведения, в частности, с 1980-х годов ПТУ № 6.
Между 1934 и 1956 годами, вероятнее всего — во второй половине 1950-х годов, в саду дома появился фонтан.
С 1993 года принадлежит Центральной городской публичной библиотеке им. В. В. Маяковского. В июне 1992 года был учреждён Благотворительный фонд «Голицын-Петербургу» и в здании была открыта Мемориальная библиотека князя Георгия Владимировича Голицына.

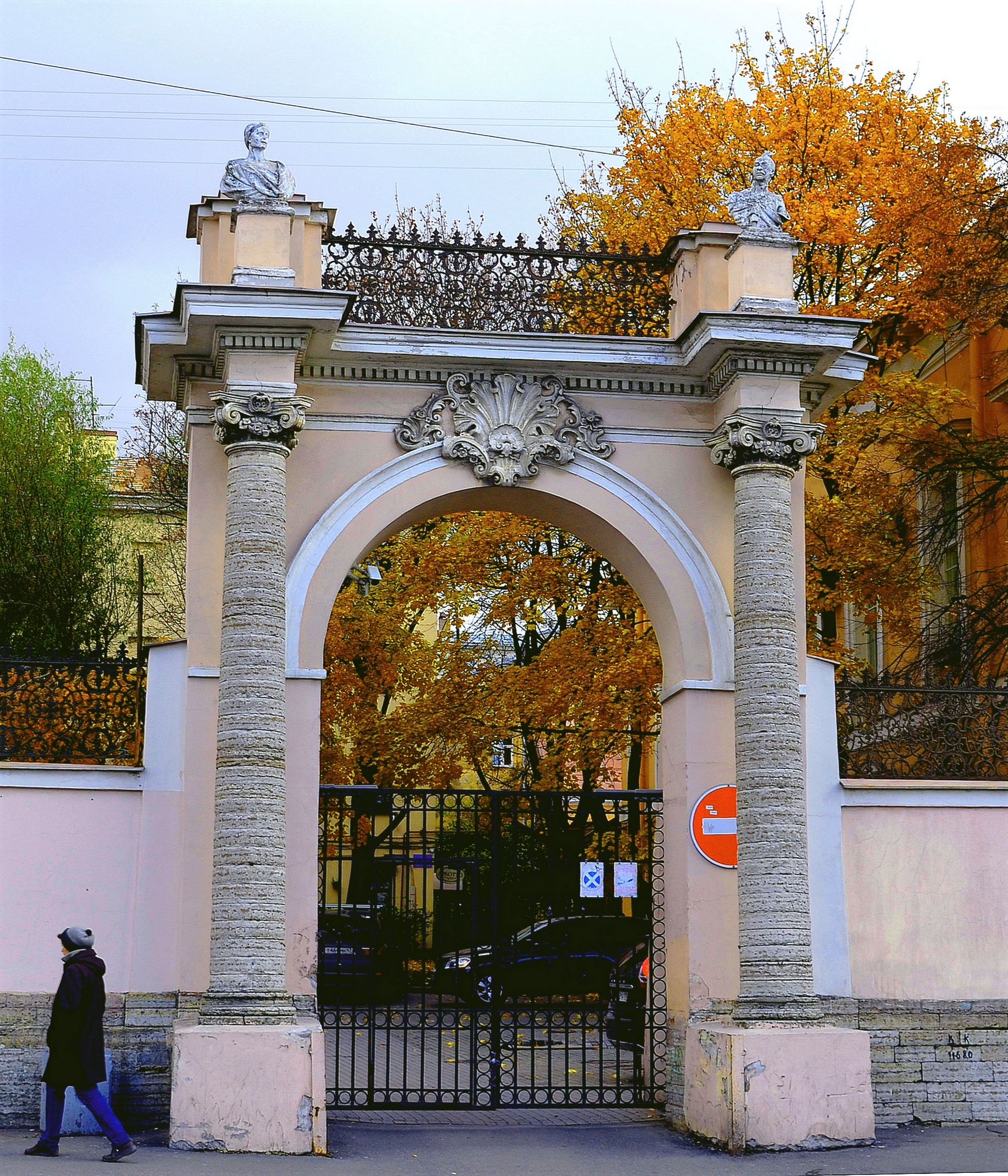
Ворота дома
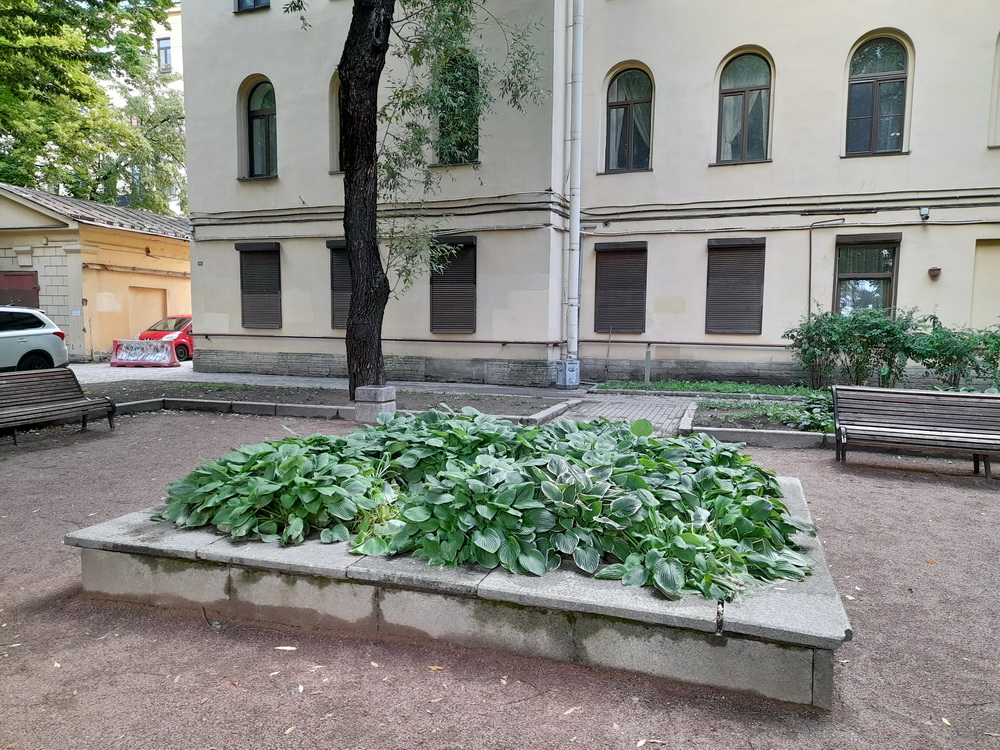
Садовый фонтан

## Интерьеры
В здании частично сохранилась отделка первой четверти XIX века.
Своды парадной лестницы опираются на четыре каннелированные колонны дорического ордера без баз. На софитах сводов роспись-гризайль. На втором этаже находится зал с экседрой, служивший спальней, оформленный в стиле классицизма — от прямоугольной части экседра отделена облицованными искусственным мрамором колоннами коринфского ордера с архитравом, в отделке помещения использованы такие же пилястры. На потолке полихомная роспись, как орнамент, так и сюжеты. Стены завершены выносным карнизом с модульонами, между которыми расположены восьмигранные розетки.
Соседнее помещение — квадратный Белый зал с плоским перекрытием. По верхнему периметру идёт лепной пояс с сидящими путти и рокайлями, медальонами с фруктами и музыкальными инструментами — по всей видимости, зал ранее использовался как музыкальный.
У угловой комнаты прямоугольная форма. От центра расписного потолка веерообразно отходят зелёные ветки растений с розовыми цветами, по кругу — растительные гирлянды, создающие сетку трельяжа, в которой расположены птицы, бабочки, музыкальные инструменты. По углам — цветущие ветки аканта, растущие из пальметты, и путти.

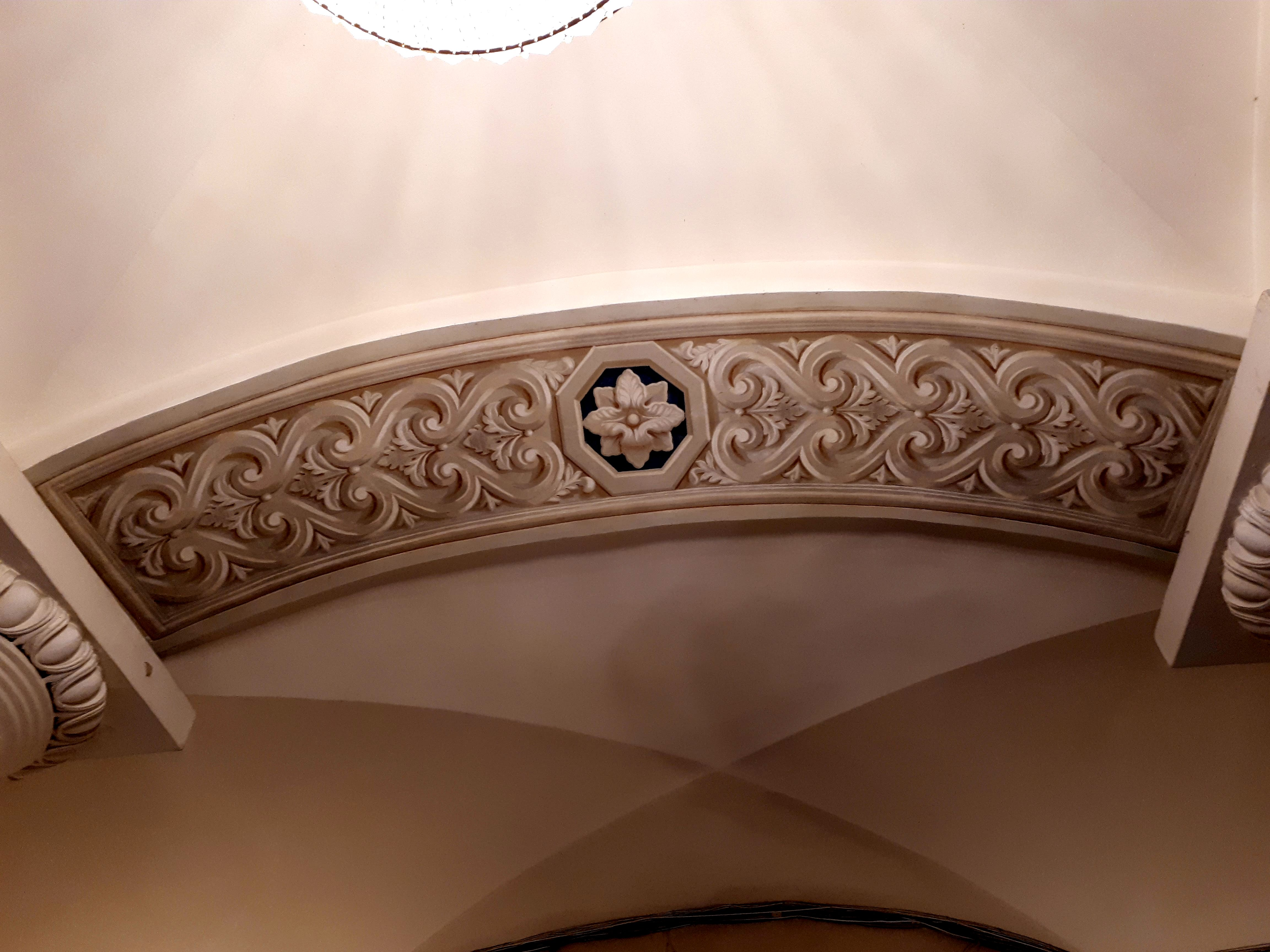
Гризайль парадной лестницы
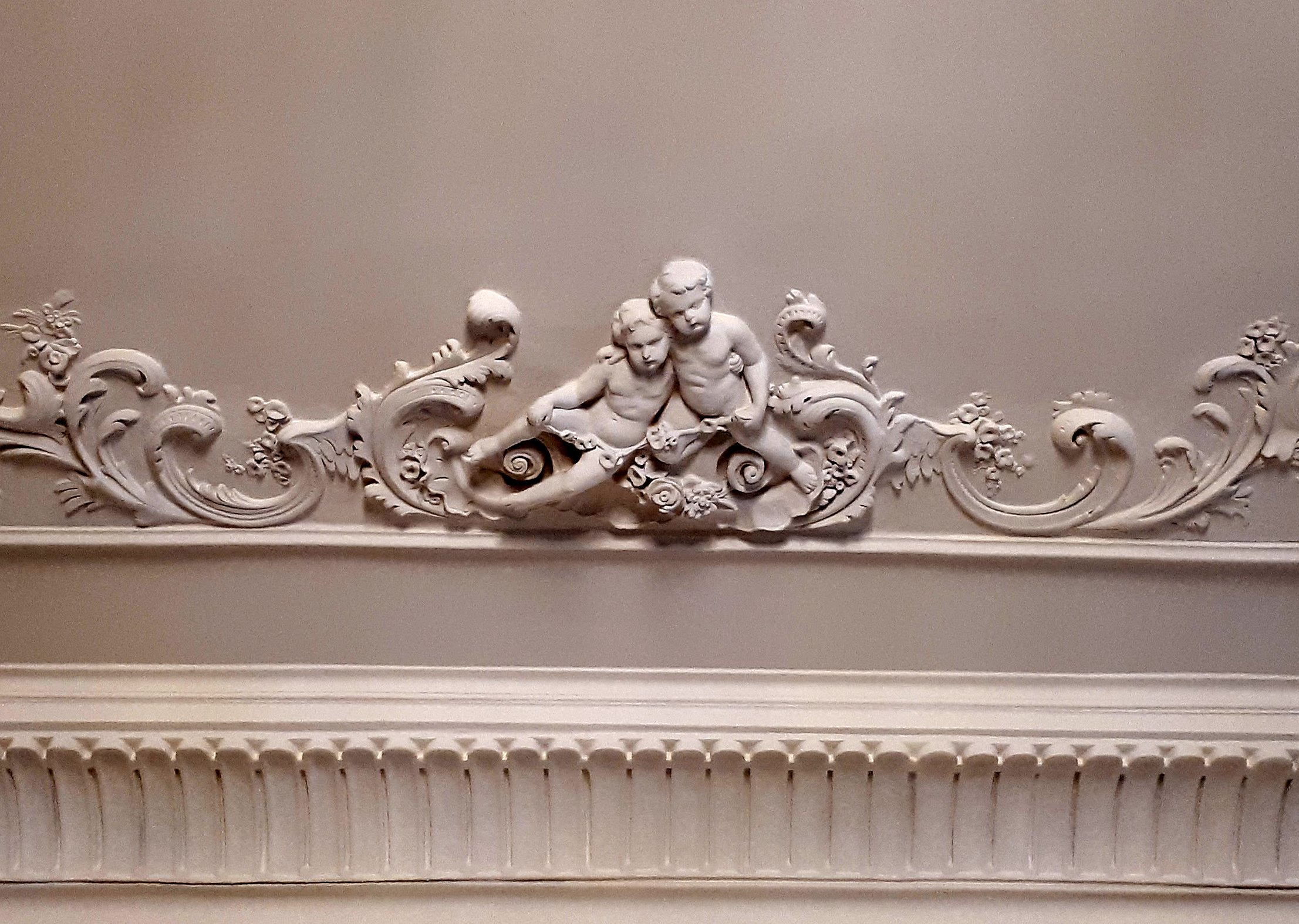
Путти в Белом зале
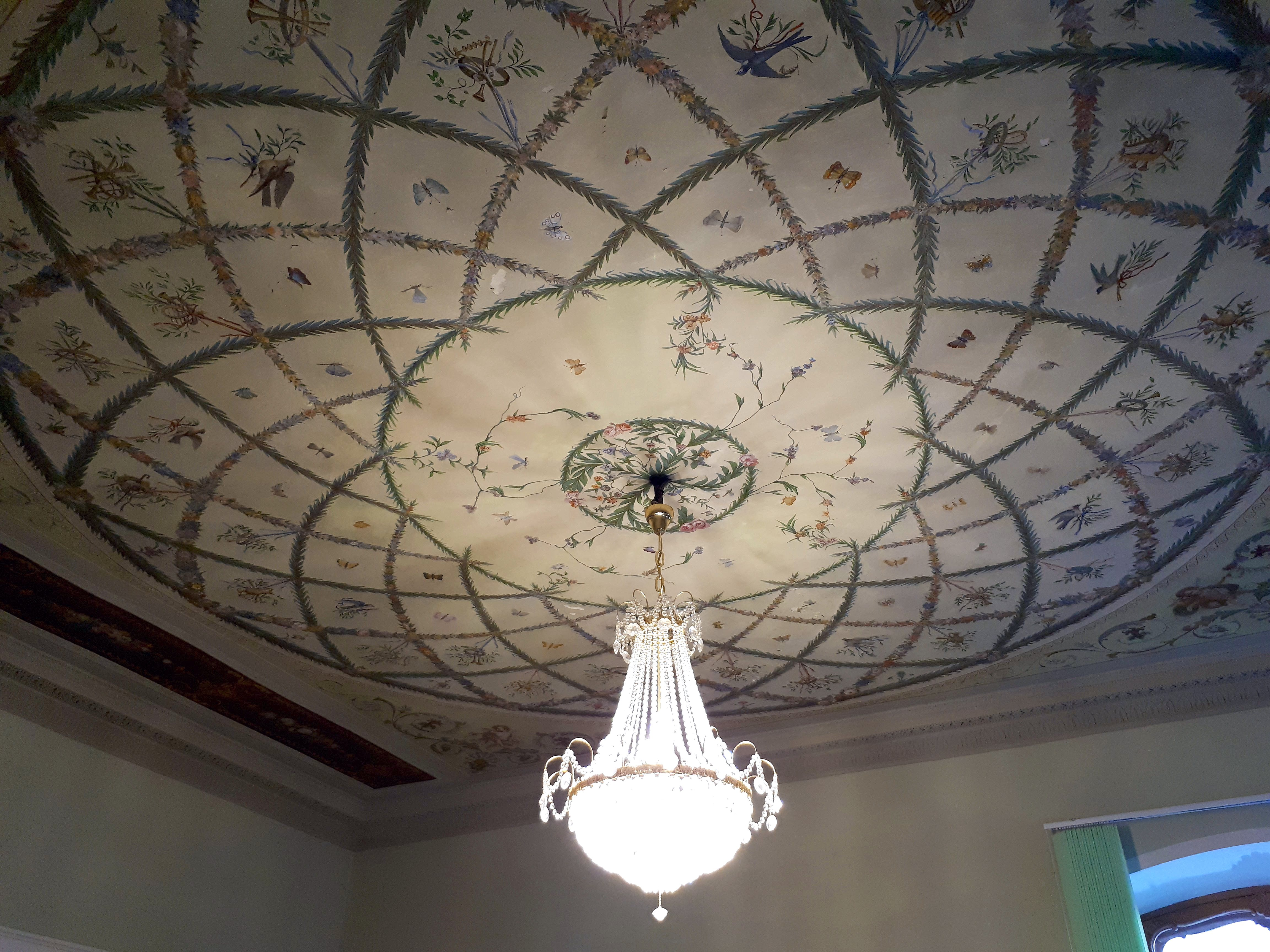
Расписной потолок угловой комнаты
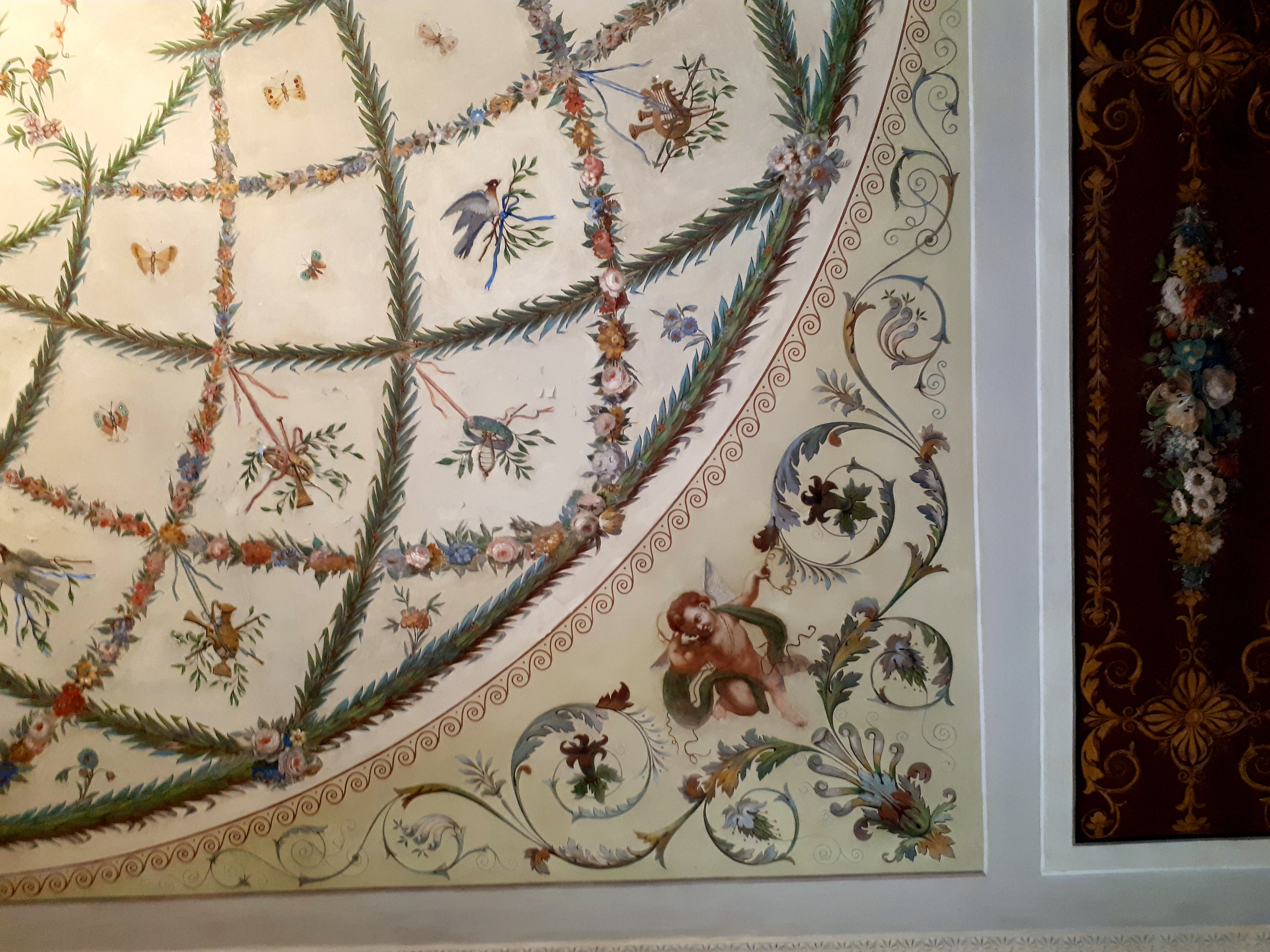
Цветущие ветки аканта, растущие из пальметки, и путти; растительные гирлянды создают сетку трельяжа
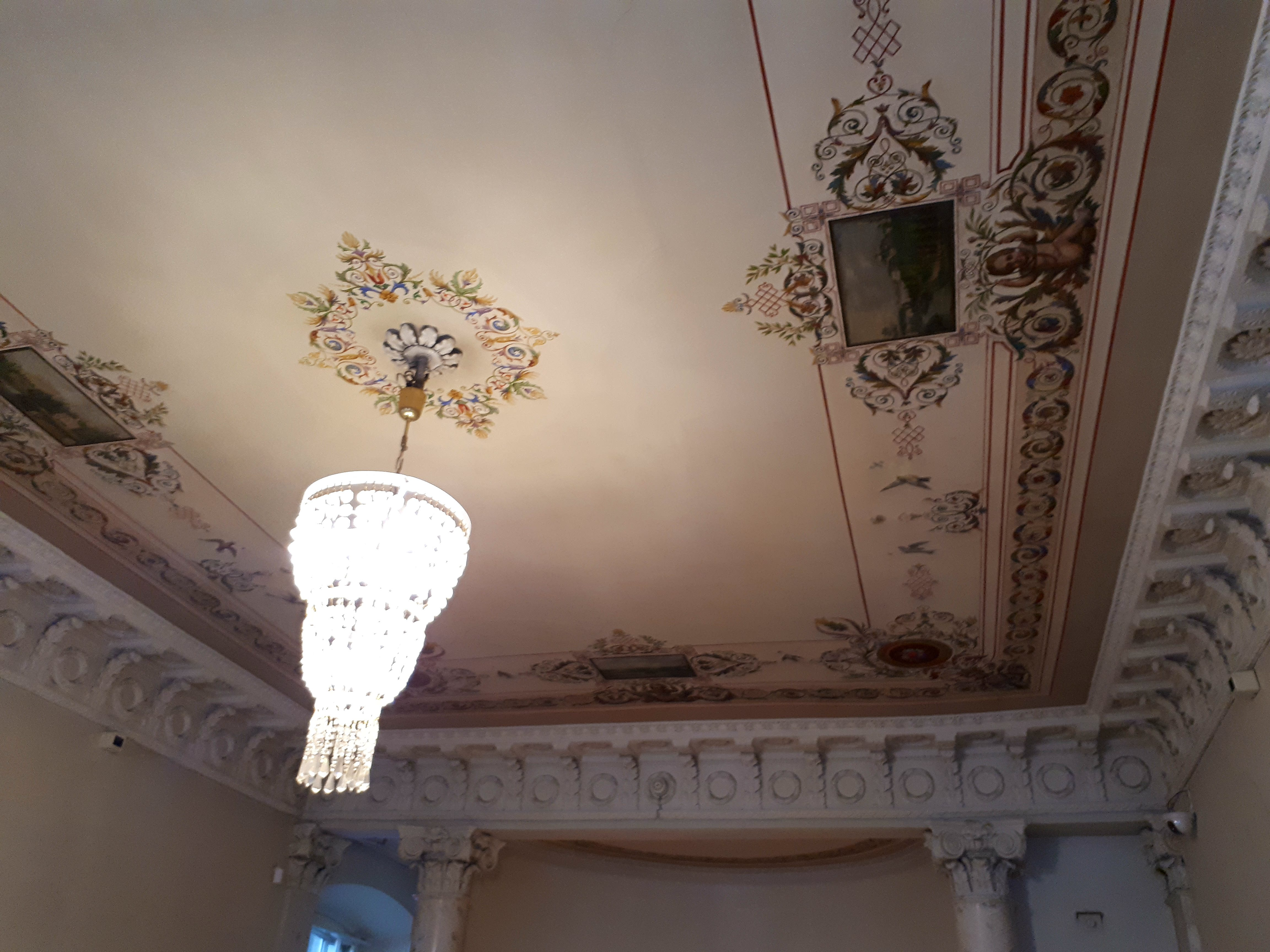
Зал с экседрой, с выносным карнизом с модульонами и восьмигранными розетками